# Портрет девочки со своим плюшевым мишкой
«Портрет девочки со своим плюшевым мишкой» (фр. Portrait d'une fillette avec son ourson) — картина польской художницы Тамары Лемпицкой, написанная маслом на холсте в 1922 году. Полотно размером 65 на 50 сантиметров ныне хранится в частном собрании в Испании.

## Описание и анализ
«Портрет девочки со своим плюшевым мишкой», среди некоторых других картин, был запечатлён на фотографии Константина Штифтера, двоюродного брата Лемпицкой, сделанной им в 1923 году в мастерской художницы на площади Ваграм (XVII округ Парижа).
На картине изображена Мария Кристина «Кизетта» Лемпицка, дочь художницы, которую та родила 16 сентября 1916 года в возрасте всего 18 лет в Санкт-Петербурге. Скорее всего, полотно было написано приблизительно тогда же, когда была сделана и групповая фотография, на которой были запечатлены Тадеуш и Тамара Лемпицки (родители Кизетты), Ира Перро с супругом, а также сама Кизетта. Поза девочки с распущенными на плечи густыми волосами на этом снимке схожа с ней же на картине 1922 года.
При изображении спокойно и терпеливо позирующей маленькой дочери Лемпицка использовала технику, схожую с фовизмом. Это заметно в резких диагональных мазках, не характерных для её последующих утончённых формалистских работ. В палитре преобладают охра и различные оттенки жёлтого и синего цветов. Последний служит для выделения её глаз, короткого платья и обивки сиденья с зелёной подкладкой.
Картина Лемпицкой имеет множество сходств с работой художника Бориса Григорьева «Девочка с куклами» 1920 года: в выборе сюжета, цветов и лёгкой загадочной улыбки у модели. Возможно, «Портрет девочки со своим плюшевым мишкой» Лемпицкой, выставлявшийся в 1925 году в Милане, оказал влияние на написанный в том же году итальянским художником Джакомо Баллой «Портрет моей дочери Элики».
В 1933 году Лемпицка написала картину «Портрет мадемуазель Пум Рашу», которая одной рукой обнимает плюшевого мишку, в другой держит лейку. На ней, в отличие от работы 1922 года, модель изображена в подвижной позе и одетой в модное платье. «Портрет девочки со своим плюшевым мишкой» же стал первой в творчестве Лемпицкой картиной с изображением дочери. Последующие портреты Кизетты в 1920-е годы принесли её матери славу.

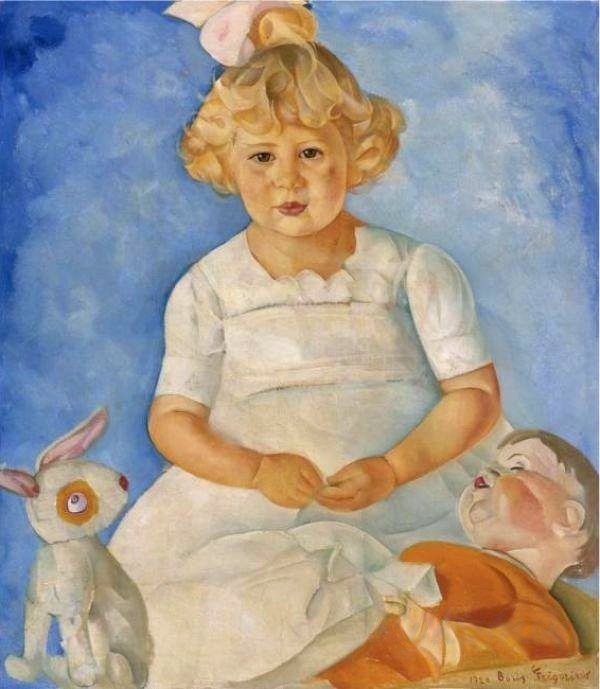
Борис Григорьев. «Девочка с куклами».

## Провенанс
«Портрет девочки со своим плюшевым мишкой» хранился в парижской галерее Алена Блонделя. С 1984 года она находится в частной коллекции в Испании.

## Выставки
С 28 ноября по 13 декабря 1925 года «Портрет девочки со своим плюшевым мишкой» экспонировался на персональной выставке Лемпицкой в миланской Мастерской поэзии (итал. Bottega di Poesia) под названием «Портрет девочки» (итал. Ritratto di fanciulla).
С 5 октября 2006 по 18 февраля 2007 года, картина выставлялась в миланском Королевском дворце, а с 14 мая по 2 августа 2009 года — во Дворце изящных искусств в Мехико (Мексика). В 2010 году полотно можно было увидеть на выставке «Тамара де Лемпицка и её эпоха», прошедшей в токийском музее Бункамура (с 6 марта по 9 мая) и в Художественном музее префектуры Хиого в городе Кобе (с 18 мая по 25 июля).